# Gare de Lille-Sud
La gare de Lille-Sud est une ancienne gare ferroviaire française de la ligne de Fives à Abbeville, située sur le territoire de la ville de Lille, préfecture du département du Nord, en région Hauts-de-France.

## Situation ferroviaire
La gare de Lille-Sud est située au point kilométrique (PK) 5,790 de la ligne de Fives à Abbeville, entre les gares de Lille-Porte-de-Douai et Lille-CHR.

## Histoire
La gare de Lille-Sud est rasée en 1998. 

## Projet de réouverture
Le Schéma directeur des infrastructures de transports de la MEL, voté en 2019, envisage la construction d’une nouvelle gare TER sur la ligne de Fives à Abbeville, nommée Porte-des-Postes−Lille-Sud, qui semble être à l’emplacement de l’ancienne gare de Lille-Sud.